# Det italienske køkken
Det italienske køkken er mad og madlavning fra Italien, som i dag er verdenskendt for de velsmagende retter af få, enkle og friske kvalitetsvarer som pizza, focaccia eller spaghetti aglio e olio. Den italienske kogekunst, der ud over de lokale råvarer som asparges, pistacienødder og oliven i oplysningstiden tog nye fødevarer til sig fra andre verdensdele som tomaterne og ris og videreudviklede italienske retter deraf som risotto, pizza og de utallige tomatbaserde sovse. Den italienske kogekunst er vidt forskellig fra region til region, der har været hver sin egen bystat med hver sin dialekt og kultur, og hvor der udvikledes lokale specialiteter som parmesanost og parmaskinke i Parma-Reggio, grana Padano osten i Po-dalen og risotto med safran i Milano. I Norditalien spises gerne majspolenta og kålretter som cruti. De er helt ukendte i Syden som i Napoli-området, hvor mozzarella, sanmarzanotomaterne og basilikum er, hvad andre lande forbinder med typisk italiensk mad, eller på Sicilien, hvor der nydes arancini-risboller, granita og mandler.
Italiens udsøgte råvarer, de regionale fødevarer og specialiteter og standarder for madens kvalitet fra jord til bord har blandt andet resulteret i, at Italien er det europæiske land med flest certificerede regionale produkter og fødevarer med særbeskyttet status i EU, kendt som DOC eller PDO.

## Den italienske menu og madkultur
I Italien er madkulturen særegen, med bestemte skikke og forfinede spisevaner udviklet over flere århundreder. Ingredienserne skal ikke bare være friske og af bedste kvalitet, men skal også følge sæsonen for vækst og høst, og helst være af lokal oprindelse. Det er uset at købe færdigretter og færdiglavede sovse i Italien. Man bruger typisk ikke supermercados for at købe frysetørret forråd, blege drivhusgrøntsager uden for sæsonen, dressing på flaske og færdigretter fra fabrikken til hamstring i flere uger.  For at sikre sig dagens friskeste ingredienser køber italienerne mad hver dag og køber få friske varer direkte fra bøndernes gadeboder, de små grønthandlere alimentari og specialisterne som ost, delikatessen og dagens fangst hos fiskekonerne. Denne fremgangsmåde varierer ikke bare måltiderne fra dag til dag, men minimerer madspild - der levnes ikke i det italienske køkken og madvarerne får ikke lov til at ligge ubrugt i dagevis indtil de mugner. Mens dagens fangst simrer, bikser italienerne hjemmelavet pasta, suppe eller risotto ved siden af med friskplukkede basilikumblade, oregano og rosmarin fra køkkenhaven eller urtepotterne. 
Aftensmaden, som er dagens vigtigste måltid i Italien, spises efter arbejde eller efter solnedgang i de hede sommermåneder sammen med hele familien eller vennerne. Aftensmaden betragtes som både en social og kulinarisk begivenhed. Retterne er mange, men forholdsvis små, kommer i en bestemt rækkefølge og skal nydes afslappet, så man har tid til at påskønne hver ingrediens, og med vin, som højner smagen og øger appetitten. Middagsmenuen starter med aperitivo der vækker appetitten med en smule stærk alkohol, og typisk med oliven, valnødder, eller grisini til. Der spises ikke snacks, slik eller aperitivo i løbet af dagen mellem de egentlige måltider, så man ikke ødelægger apetitten og kroppens egne rytmer. Derefter kommer anti-pasti, de små forretter og salater "før-pastaen", der svarer til franske hors d'oeuvres eller spanske tapas, og som skal sørge for at gæsterne ikke dør af sult, mens de venter på pasta og suppen. Så snart de er kogt færdige, kommer den frisklavede pasta og suppe som primo - første egentlige ret på bordet.  Pasta, ris og suppe skal typisk aldrig indeholde eller overvældes af kød eller fisk, der i stedet laves adskilte som secundo, den 2. ret, hvis de da overhovedet kommer på bordet. Nogle fødevarer må aldrig blandes i det italienske køkken som oste og mejerivarer sammen med skaldyr og fisk, eller tunge proteiner sammen med lette kulhydrater (kød med pasta). Kødretter spises ikke med stivelse, men med grøntsager. Det er uhørt at spise kylling med makaroni og ost eller spaghetti med tung bolognese kødsovs - ragu bolognese. I Italien serveres lasagna bolognese som en kødret.  Med kødfyldte secundo kommer der også altid contorno - sideret, som er forskellige grøntsager, verdure. Allersidst kommer der dulce, søde sager som kan blot være frisk frugt, en affogato (en espresso hældt over en enkel kugle vaniljeis) eller desserter som pannacotta eller tiramisu; og helt til sidst eller i stedet for desserten, en digestivo, som kan være limoncello, en vermouth eller en biscotti for endnu bedre fordøjelse.
Morgenmåltidet er særegen i Italien og minder meget om den franske. Det foregår aldrig for tidligt, og det består mest kun af dagens kaffe - espresso, eller den søde capuccino, macchiato, kaffe blandet med chokolade eller en kakaodrik. Kaffen skal blot vække en, og skal der energitilskud til, spiser man sødt bagværk som cornetto, den italienske croissant.  I Italien drikkes kaffe ikke om aftenen, især ikke den stærke espresso, så man ikke ødelægger sin døgnrytme og ikke kan falde i søvn. Det er også uset at drikke kop efter kop af tynd kaffe hele dagen på arbejde eller tage et papkrus kaffe "to go"; hvis man drikker en kaffe, skal den nydes på en cafe, hvor man afslappet sidder eller står ved baren og diskuterer med venner eller forbipasserende. 

Til frokost spises salat og grillede panini - sandwich, med nogle få ingredienser som grillede grønsager, oliven tapenade, salsa rosa, mozzarella, rucola og lidt pålæg.  

## Den italienske indflydelse på alverdens kogekunst
Lande har verden over kopieret retter fra det italienske køkken, især tomatsuppe, pasta og pizza, på grund af deres velsmag og enkle madlavning, der ikke kræver meget ud over at koge nudlerne og tomaterne og tilsætte basilikum, hvidløg, oregano og olivenolie, gerne med revet ost udover.. Det italienske køkken var forholdsvis ukendt i resten af Europa ud over tomatsuppen, risotto og spaghetti indtil 1970'erne, hvor maden blev verdensberømt pga. Hollywood-film om den italiensk-amerikanske mafia som Godfather. Det var nemlig især i New York og Chicago, hvor de italienske indvandrere strømmede til mellem det 19. og 20 århundrede og fik introduceret deres hjemlige retter, som nu er blevet hverdagsspise, fastfood og amerikanske nationalretter. 

Retterne fra det italienske køkken blev behandlet forselligt fra land til land og afviger ofte stærkt fra, hvad der spises i Italien. Fx den italienske pizza, der oprindeligt havde 2-3, højst fire ingredienser på en tynd, let sprød bund, der nænsomt bages i stenovn, men i USA nu fås som family size, deep dish bagværk på størrelse med et bilhjul med tyk bund og overflod af smelteost, med osten sprøjtet selv inde i enderne af dejen, eller med fastsvejsede salami-pølseskiver i stedet for tomatsovs - eller den amerikanske Hawaii-udgave med skinke og ananas; i Danmark, hvor pizzaen kan fås med et bjerg af kødsovs bolognese, kebabsalat med dressing eller hårdkogte æg og rejer; kartoffelelskende Irland, hvor pizzaen serveres med store, kluntede pomfritter til, eller Polen, hvor alle pizzaer uanset smag druknes med ketchupagtig tynd tomatsovs og hvidløgs-salatdressing, der effektivt fjerner smagen fra ingredienserne.
Især i USA forekommer der madretter og drikkevarer, som på trods af deres italiensk klingende navne ikke har noget med italiensk køkken at gøre. De spises ikke i Italien, hvor de betragtes som en kulinariske uskik. Det gælder for eksempel "spaghetti with meatballs" med frikadeller - hvor der i Italien ikke serveres kødstykker eller tyk kødsovs sammen med pasta; "pepperoni pizza" uden tomatsovs og som bruger navnet "pepperoni" (der faktisk betyder peberfrugt eller krydret) om pølse, der kendes som salami i Italien; "Italian dressing" - en færdiglavet dressing i supermarkeder i stedet for ægte italiensk balsamico og olivenolie tilsat salaten ved bordet; "penne alla vodka" med vodka-baseret sovs; mac'n'cheese (som er macaroni fuldstændig dækket til med smeltet goudasovs); retter med "Alfredo"-ostesovs som "Fettucini Alfredo" eller "chicken Alfredo", som kendes blot som fettucini al burro i Italien (med smør); ost og ostesovs serveret med fisk og skaldyr som "shrimp Alfredo"; pasta-salat eller "macaroni salad" som er kold pasta med mayonaisse eller andet tilfældig salatdressing; brug af "garlic bread" med hvidløgssmør og ost på som tilbehør til maden; samt Caesar-salad, som var opfundet i USA af en hotelkok, da han en aften manglede råvarer i køkkenet og blandede alt, hvad han kunne finde til en salat.

## Italienske retter, drikke og fødevarer

### Antipasti(små forretter)
Selve ordet anti-pasti betyder "før pasta", altså retter, der serveres inden pastaretterne. Antipasti skal helst være salat eller små lækkerier, der blot skal pirre smagsløgene og ikke mætte for meget, inden man tager fat i den egentlige middag. Antipasti deler dette princip med franske hors d'oeuvres og spanske tapas.
- Bruschetta
- Capresesalat
- Crostini
- Prosciutto med grissini til
- Insalata mista

### Pizza
- Pizza margherita
- Pizza marinara
- Pizza napoletana
- Pizza capricciosa
- Pizza pugliese
- Pizza quattro stagioni (De Fire Årstider)
- Pizza al funghi
- Pizza Calzone (sammenfoldet)
- Pizza bianca ("hvid" pizza, uden tomatsovs)

### Zuppe (supper)
- Aquacotta
- Brodo (bouillion)
- Minestra di verdura (grønsagssuppe)
- Minestrone (grønsagssuppe med makaroni/nudler)
- Tomatsuppe
- Straciatella

### Pasta (Primo)
Pastaretter i Italien serveres gerne på tre forskellige måder: pasta asciutta - hvor nudlerne fylder tallerkenen og har en sovs eller tilbehør til, pasta in brodo - hvor nudlerne serveres i en suppe, og pasta alla forno  - hvor pasta-nudler eller pastaflader med fyld og sovs bages i en ovn, såsom canneloni eller lasagne. Pasta betragtes i Italien som primo, den første ret (forret), der altid serveres -før- hovedretten som kød-, fisk- og grønsagsretterne - og betragtes som en ret for sig selv, der ikke skal være på samme tallerken som hovedretten.
- Spaghetti
  - Spaghetti aglio e olio
  - Spaghetti alla carrettiera
  - Spaghetti alla puttanesca
  - Spaghetti amatriciana - med tomat, løg og guanciano (pecorino-slags ost fra Amatrice)
  - Spaghetti carbonara
  - Spaghetti cacio e pepe - spagetti med ost og peber fra Rom

Pasta med fyld:
- Lasagne
  - Lasagne alla bolognese
- Canneloni
- Ravioli (små pasta-firkanter m. fyld)
- Tortellini (små, foldede pasta-ringe m. fyld)
- Tortelloni (store pasta-ringe fra Norditalien m. fyld)

Makaroniforme:
- Anelli, anelletti (bittesmå ringformede nudler, serveres især i minestroni+suppen)
- Bucatini (udhulede spaghetti-rør)
- Farfalle (sommerfuglformede)
- Fettuccine
  - Fettucine al burro (med smør)
- Fussili (skrueformede)
- Gnocchi (kartoffelbaserede nudler)
- Orzo, orzetti, risoni (ris-formede små nudler)
- Penne (skrivepen-formede)
  - Penne all'Arrabbiata
- Rigatoni
- Tagliatelli
- Ziti

### Risretter
- Arancini (risboller fra Sicilien)
- Risotto
- Risi e bisi (ris og ærter)

### Verdura (grøntsagsretter)
- Asparagi bianchi e verdi (asparges)
- Carciofi alla Romana (artiskokker)
- Ciambotta
- Cruti (kål)
- Lagane e cicciari (kikærter fra Calabria)
- Pasta e fagioli (pasta og bønner)
- Polpettone alla Ligure (Ligurien)
- Polpette di Melanzane (aubergine-boller fra Abruzzo)
- Panzanella
- Parmigiana di Melanzane (aubergine med parmesan)

### Salse (sovse)
- Balsamico
- Pesto
- Ragù
  - Ragù bolognese, til brug i lasagna bolognese (serveres i DK som kødsovs til pasta som spaghetti bolognaise, ell. Spag Bol i USA)
- Sugo

### Pesce (fiskeretter)
- Baccalà
- Frutti di mare

### Carne (kødretter)
- Ossobuco
- Parma-skinke
- Pollo alla cacciatora (kylling a la jæger, kendt i Frankrig som chasseur - jægergryde med skovsvampe)
- Prosciutto
- Salami

### Dolce (desserter)
- Affogato (en kugle vaniljeis med en espresso hældt udover, omvendt af fransk cafe glace)
- Frutti - figner, vindruer, appelsiner, mandariner, osv.
- Biscotti (hårde småkager med hele mandler, skåret i aflange snitter)
- Cantucci di Pinoli (ligesom biscotti, blot med hele pinjekerner)
- Cannoli (med sød fyld)
- Crespelle (søde pandekager)
- Cornetto (croissant)
- Fragoline al Balsamico (jordbær med balsamico)
- Gelato
- Granita (en form for slush ice med frugtsmag fra Sicilien, kan fås med pistacienødder i)
- Macedonia di frutta (frugtsalat)
- Pannacotta
- Savoiardi (ladyfingers)
- Semifreddo
- Tartufo di Pizzo (isdessert)
- Tiramisu
- Zabaione (en meget sød flydende sovs af æggeblommer pisket med sukker)

### Formaggi (oste)
- Burrata
- Caciocavallo
- Crutin - ost med trøfler fra Langhi, Piedmont
- Gorgonzola
- Grana Padano
- Mascarpone
- Mozzarella
- Parmesan & Parme-Reggiano
- Pecorino
- Provolone
- Ricotta
- Taleggio

### Pane (brød)
- Ciabatta
- Focaccia
- Grissini
- Panino, flertal panini - brødsandwich
- Michetta
- Muffuletta
- Penia
- Pandoro
- Pannetone

### Caffè (kaffe)
- Cappucino - espresso med mælkeskum på toppen, serveret i alm. kaffekop
- Caffè mocha, mocaccino - espresso med chokoladepulver eller chokoladesirup, serveret i alm. kaffekop
- Espresso - Espresso Doppio (dobbelt espresso) - Espresso Lungo - Ristretto (koncentreret, nedkogt espresso)
- Espresso macchiato - "stænket" espresso, med en dråbe mælk eller fløde

Espresso, den lille klassiker som er omdrejningspunkt for italiensk kaffedrikning, skal være stærk og ren, uden tilbehør og serveret i en miniaturekop, for at man ikke skal overvældes af smagen. Man kan stænke espressoen med en dråbe mælk, macchiato. Espressoen kan i Italien ikke komme fra en kaffemaskine, som bare hælder varmt vand over kaffepulver. En ægte espresso bør tilberedes i den lille, karakteristiske mokkakande, hvor kaffen dampes igennem af en smule kogende vand. Dampen i mokkakanden strømmer nedefra og op, for derefter at dryppe ned som i en destillation. Resultatet kan betegnes som essens med en smule crema, lysebrun kaffeskum ovenpå. Crema af en espresso må gerne være så tæt, at sukkerkrystaller flyder ovenpå - det er tegn på en korrekt brygget espresso. I dag findes der også store, kombinerede kaffemaskiner med særlig espresso-dyse, man kan få espressodampet kaffeessens fra.

Andre kaffedrikke laves i Italien med udgangspunkt i espresso i den noget større kaffekop, med plads til mælkeskum, fløde eller chokolade. Sukker bruges ikke meget i italiensk kaffe, der i Italien ikke skal overskygges af sukkeret.

Forkerte italienske ord bruges især i Starbucks-kæden. Desuden er selve konceptet om tag-med kaffe i et papkrus eller en skive "pizza to go" uhørt i Italien, hvor der lægges stor vægt på stille og rolige ritualer som den obligatoriske espresso om morgenen, og nydelse af maden som et ordentlig måltid ved bordet, som hele ens dag arrangeres ud fra. 

Starbucks latte af halv mælkeskum, halv kaffe serveret i et stort glas, som nu serveres i alverdens cafeer, findes ikke i Italien, hvor 'latte' blot betyder "mælk". Beder man om en latte i Italien, får man derfor et glas mælk. Vil man gerne have mælkeskum i kaffen, skal man i Italien bede om en cappucino eller den stænkede espresso macchiato. En americano er standard i USA - har oprindelse i Italien efter anden verdenskrig, hvor de udstationerede amerikanske soldater ikke kunne lide den stærke kaffe og fik den lille espresso fortyndet med ni dele vand. Afkølet kaffe med is, sukker og krymmel kaldes "frappe" i Starbucks og den store iskaffe med masser af sukker og isterninger i "fredo espresso" fra Grækenland er også ukendt i Italien. Desuden betyder det italienske ord "vendi" 20 (vendi bruges i Starbucks om størrelsen af kaffekruset).

### Vin og alkohol
I Italien bruges alkohol som tilbehør til maden, så man ikke drikker alene for at blive så fuld som mulig, men netop omvendt, for at hjælpe fordøjelsen og højne humøret. Vin drikkes altid til aftensmaden, og stærk alkohol som grappa, likør og vermouth bruges først og fremmest til at forbedre fordøjelsen og appettitten, som aperitivo og digestivo. Stærk alkohol drikkes ren uden at blande læskedrikke eller juice i. Der er ikke tradition for at drikke øl i Italien.
Vine:
- Barolo
- Frascati
- Prosecco
- Primitivo
- Spumante

Likører og vermouth:
- Amaretto
- Arancello
- Campari
- Fernet
- Grappa
- Galliano
- Lambrusco
- Limoncello
- Martini
- Pompelmocello
- Sambuca

### Drikkevarer
- Lemonata (limonade)
- Aranciata (appelsin limonade)
- Chinotto eller Brio Chinotto (italiensk læskedrik lavet af den bitre, myrte-bladede appelsin-art chinotto)